# Kenan
Kenan (hebrejski קֵינָן) je lik iz Biblije, spomenut kao jedan od patrijarha prije potopa. Značenje imena Kenan je "skriven". 

## UBibliji
Kenan je bio najstariji sin Enoša, unuk Šeta. U Bibliji se o njemu kaže sljedeće:
"Kad je Enošu bilo devedeset godina, rodi mu se Kenan."
"Kad je Kenanu bilo sedamdeset godina, rodi mu se Mahalalel. Po rođenju Mahalalelovu Kenan je živio osam stotina i četrdeset godina te mu se rodilo još sinova i kćeri. Kenan poživje u svemu devet stotina i deset godina. Potom umrije."
Kenanov je unuk bio Jered.

## UKnjizi Jubileja
Prema Knjizi Jubileja, Kenanova je žena bila njegova sestra Mualelet, majka Mahalalela. 